# Michalīs Giannitsīs
Michalīs Giannitsīs (in greco Μιχάλης Γιαννίτσης?; Salonicco, 6 febbraio 1992) è un calciatore greco, difensore svincolato.

## Carriera
Ha giocato nella massima serie greca.